# سوندره

سوندره شهری در شهرستان کایائو در استان بازگا در بورکینافاسوی مرکزی است و جمعیت آن ۹۸۵ نفر است.